# Dub v Žehušické oboře
Dub v Žehušické oboře (také zvaný Císařský nebo Tisíciletý) byl nejmohutnějším dubem na českém území. Dub stále žije, ale v minulosti přišel o část kmene a koruny. Původně měl obvod 1236 cm a patřil mezi pozůstatky původních dubin typických pro tuto oblast, podle kterých byla pojmenována řeka Doubrava. Mezi kmeny stromu bylo vestavěné pódium, na kterém hráli muzikanti při pořádání honů a slavností. Příliš vysoká zátěž ale dub roku 1973 rozlomila (ve výšce 150 cm dosahoval obvodu 1600 cm), část stromu odumřela a dodnes zbyl jeden kmen, částečně vykotlaný a otevřený, který je mírně esovitě prohnutý.
Dub není oficiálně vyhlášený jako památný strom (stromy v přírodních rezervacích obvykle jako památné vyhlašovány nebývají, protože se na ně vztahuje ochrana daného území). Dubu v Žehušické oboře byl věnován prostor v televizním pořadu Paměť stromů, konkrétně v dílu číslo 10: Stromy u hradů a zámků. Žehušická obora je mimo jiné známá chovem bílých jelenů a za mírný poplatek bývala veřejně přístupná. Po změně vlastníka již od roku 2011 veřejnosti přístupná není.